# Tami
Tami (hebrejsky: תמ״י‎, akronym pro תנועת מסורת ישראל‎, Tnu'at masoret Jisra'el, doslova „Hnutí izraelského dědictví“) byla izraelská politická strana, existující v 80. letech 20. století, které dominovali mizrachi Židé. Po celou dobu existence strany byl jejím předsedou Aharon Abuchacira.

## Historie
Strana Tami byla založena krátce před parlamentními volbami v roce 1981. Založil ji ministr náboženství a bývalý starosta Ramly Aharon Abuchacira, když odešel z Národní náboženské strany (NNS) poté, co strana nedokázala zabránit odejmutí jeho poslanecké imunity a jeho postavení před soud.
V předvolební kampani se strana zaměřila za program rovnosti pro všechny občany, bez ohledu na vyznání, etnickou příslušnost či národnost. Ve volbách získala tři poslanecké mandáty, které si rozdělili Abuhacira, bývalý poslanec Mapaje, Ma'arachu a ministr Aharon Uzan a bývalý poslanec NNS Ben Cijon Rubin. Strana byla přizvána do pravicové koaliční vlády Menachema Begina, kterou dále tvořil Likud, Národní náboženská strana, Agudat Jisra'el, Telem a později též Techija. Abuhacira byl jmenován ministrem práce a sociální péče a ministrem absorpce imigrantů, avšak na obě pozice rezignoval v dubnu 1982 poté, co byl usvědčen z krádeže, zneužití důvěry a podvodu. V obou funkcích jej nahradil spolustraník Uzan.
V následných parlamentních volbách v roce 1984 strana ztratila mnoho ze svých voličů, a to v důsledku vzniku nové sefardské strany Šas. Jediný získaný mandát získal předseda Abuhacira. Během funkčního období Knesetu se strana sloučila s vládnoucím Likudem a zanikla.

## Členové Knesetu
| Kneset (počet členů) | Členové Knesetu                                 |
| -------------------- | ----------------------------------------------- |
| 10. (3)              | Aharon Abuchacira, Ben Cijon Rubin, Aharon Uzan |
| 11. (1)              | Aharon Abuhacira                                |